# Fehér sörtéscsészegomba
A fehér sörtéscsészegomba (Humaria hemisphaerica) a Pyronemataceae családba tartozó, Európában és Észak-Amerikában honos, erdőkben élő, nem ehető gombafaj.

## Megjelenése
A fehér sörtéscsészegomba termőteste fiatalom kehelyre, idősebben csészére emlékezet, amely 2-3 cm-es átmérőt érhet el. Belső felülete fehér vagy halványkékes, viszonylag sima. A külső felület barna és sűrűn szőrös; a szőrök túlnyúlnak a csésze peremén. Tönkje nincs. A termőréteg a belső felületen található. 
Húsa halványbarnás, vékony, törékeny. Szaga nincs, íze nem jellegzetes.
Spórája elliptikus, vége gyakran ellaposodik; benne két olajcsepp található. Felülete KOH-ban sima, Melzer-reagensben rücskös. Mérete 20-24 x 10-12 µm. 

### Hasonló fajok
Több Humaria és Trichophaea faj hasonlít hozz, amelyektől biztonsággal csak mikroszkóp alatt lehet megkülönböztetni.

## Elterjedése és életmódja
Európában és Észak-Amerikában honos. Magyarországon nem gyakori.
Agyagos talajú erdőkben árnyékos, nyirkos helyeken, a csupasz földön vagy erősen korhadt faanyagon található meg. Júliustól októberig terem.

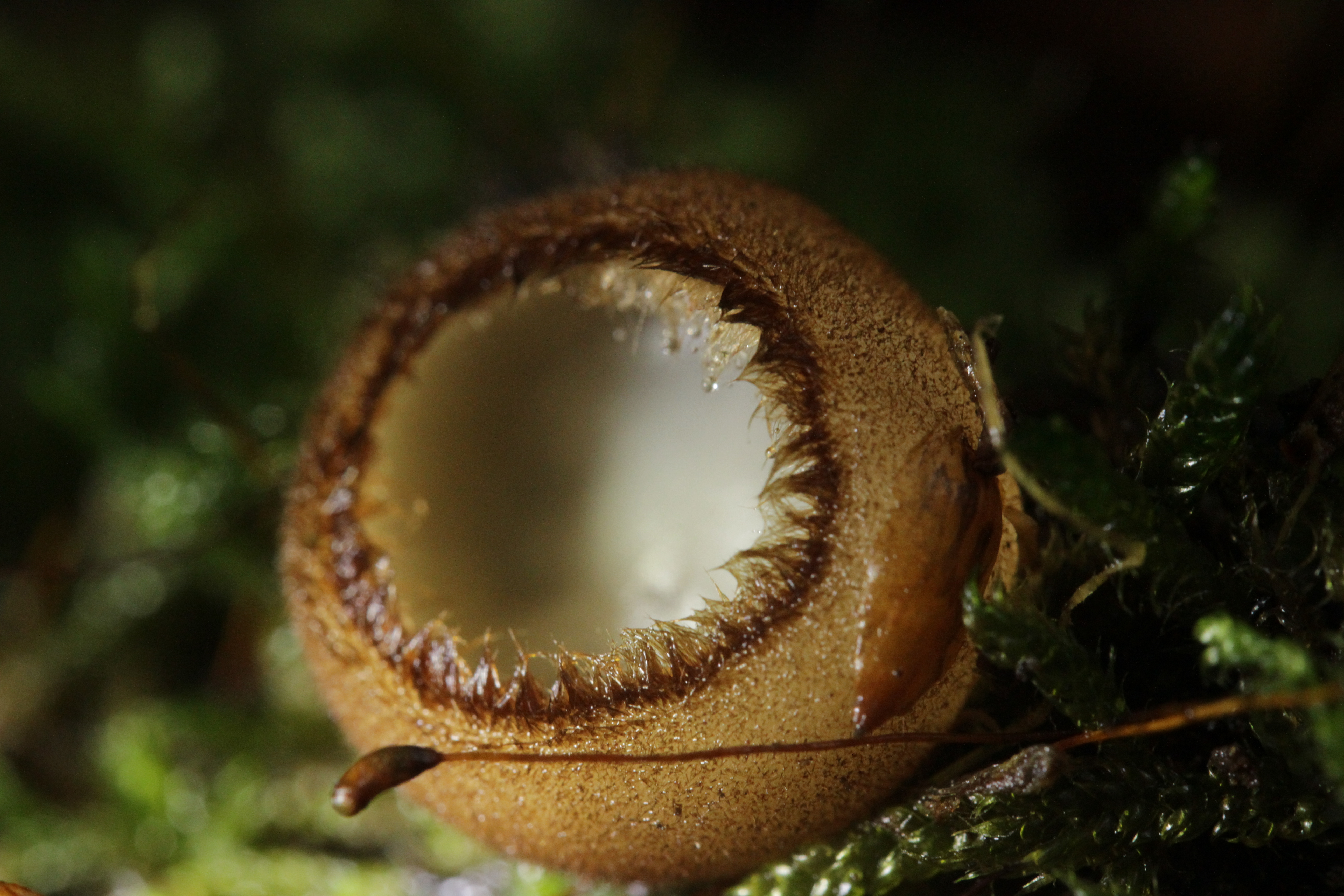
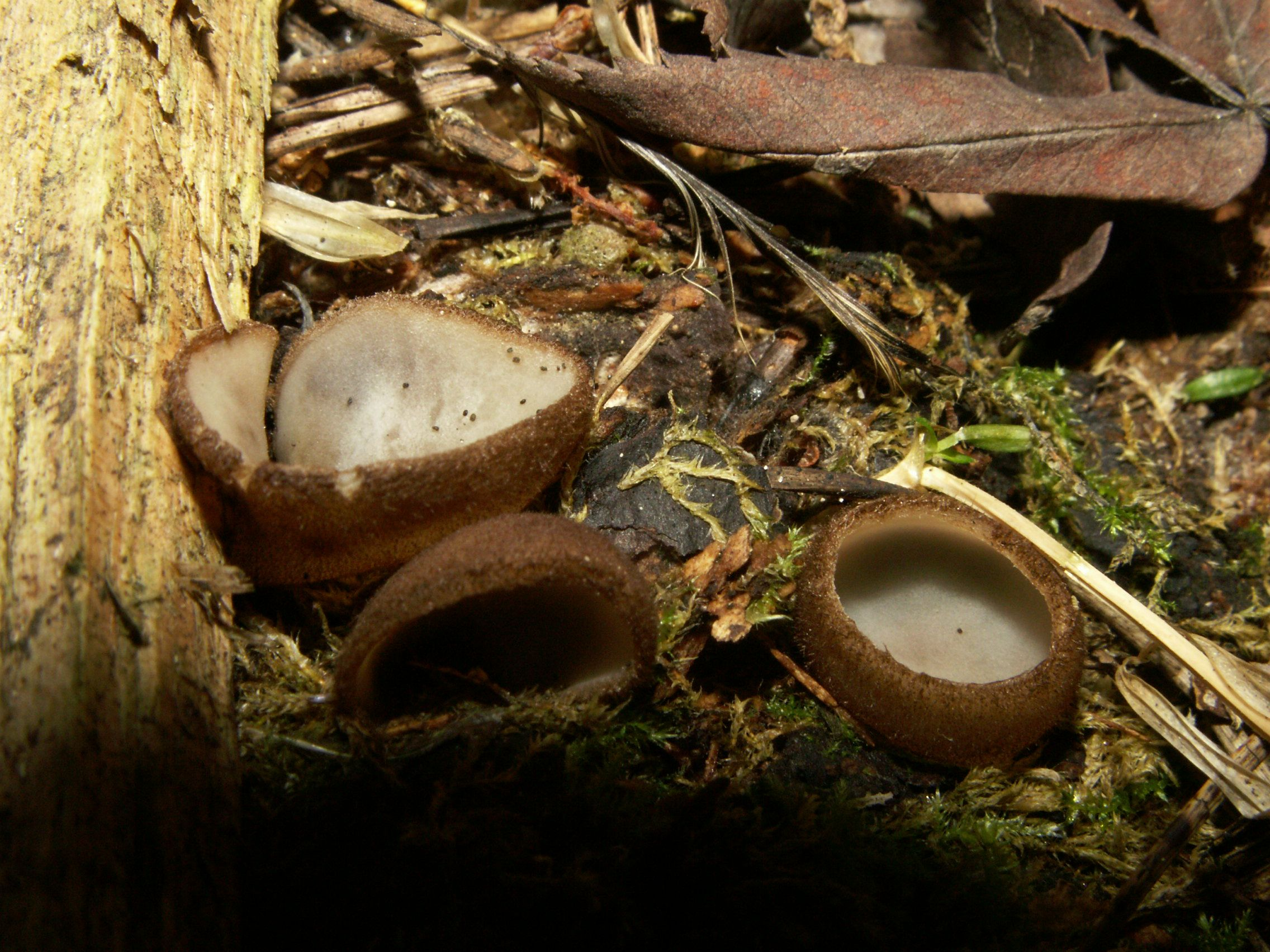
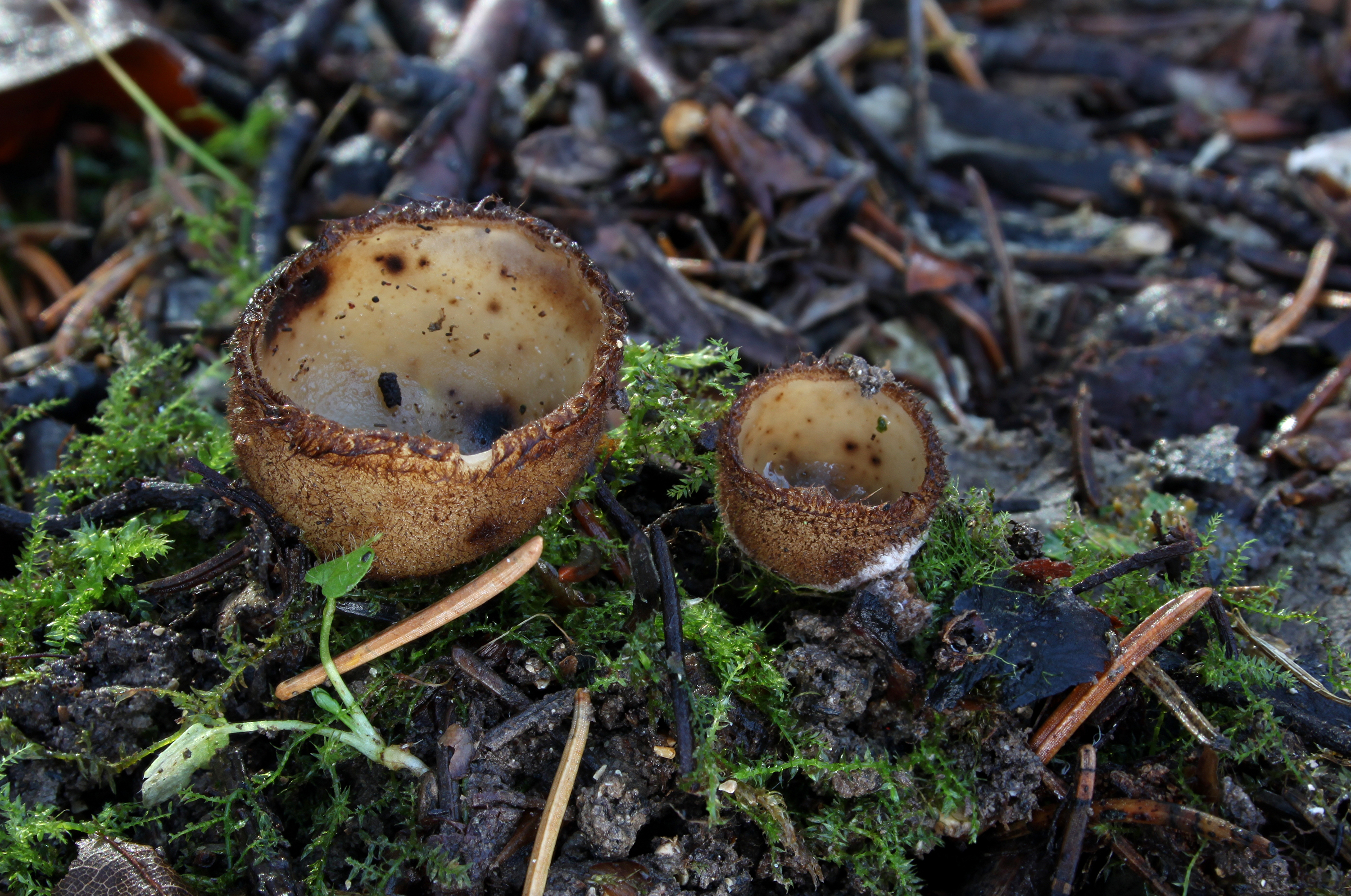
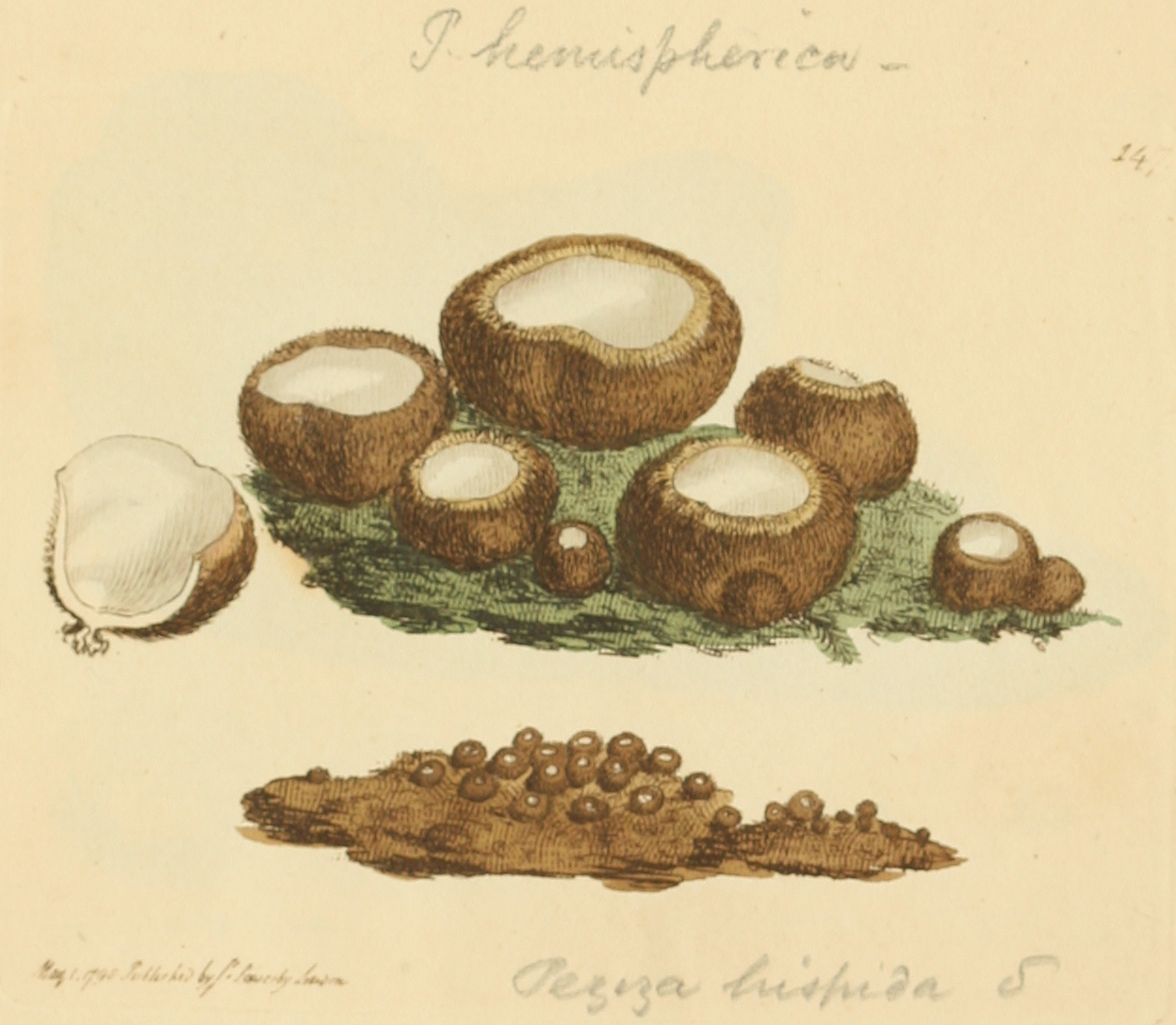

Nem ehető. 